# Grå krontangara
Grå krontangara (Coryphospingus pileatus) är en fågel i familjen tangaror inom ordningen tättingar.

## Utseende
Grå krontangara är en distinkt grå finkliknande fågel. Hanen är mestadels grå med vit strupe och svart hjässa med rött i mitten som kan resas. Honan är brun ovan och ljusare under, med svaga streck på bröstet.

## Utbredning och systematik
Grå krontangara delas in i tre underarter med följande utbredning:
- Coryphospingus pileatus rostratus – förekommer i Colombia (torra övre Magdalena)
- Coryphospingus pileatus brevicaudus – förekommer från norra Colombia till norra Venezuela; Isla Margarita
- Coryphospingus pileatus pileatus – förekommer i östcentrala Brasilien (Ceará och Piauí till Minas Gerais och Rio de Janeiro)

### Familjetillhörighet
Liksom andra finkliknande tangaror placerades denna art tidigare i familjen Emberizidae. Genetiska studier visar dock att den är en del av tangarorna.

## Levnadssätt
Grå krontangara hittas i skogsbryn, öppna skogar och buskmarker. 

## Status
Arten har ett stort utbredningsområde och beståndet anses stabilt. Internationella naturvårdsunionen IUCN listar den därför som livskraftig (LC).